# Château d'Ingwiller
Le château d'Ingwiller, aujourd'hui entièrement disparu, fut une forteresse de type tour d'habitation construite vers le XIVe siècle. Plusieurs fois rénové, sa fonction fut plus résidentielle que défensive. Le bâtiment ne survécut pas aux tourmentes de l'histoire alsacienne. Au XIXe siècle, la synagogue de la communauté juive du bourg d'Ingwiller (département du Bas-Rhin) fut construite sur les fondations de cet édifice défensif.

## Histoire
Il est permis de penser qu'un château existait déjà à Ingwiller en 1346, année où fut accordée à la ville le droit de se ceindre d'une muraille. Cependant, la première mention sûre ne remonte qu'à l'année 1405. Le château fut rénové en 1472 par le comte Jacques de Lichtenberg (selon une inscription commémorative conservée à la mairie locale). Ce personnage, dernier mâle des sires de Lichtenberg y décède le 5 janvier 1480, suivi de près par son gendre Philippe I de Hanau-Lichtenberg, le 10 janvier 1480, résidant au château le temps des funérailles et du règlement de la succession. Sous le règne de Philippe III, la famille comtale y fit aménager en 1521 une chambre dorée (Guldene Stub). Durant la guerre de Trente Ans, le château fut lourdement endommagé sans être entièrement détruit. Un document de 1680 mentionne en effet le mauvais état de la chambre dorée.
De ce château, il ne subsiste plus qu'une cave voutée ainsi que contre le mur oriental, les restes d'une tour ronde (fin XIVe siècle ou début XVIe siècle). On peut déduire de ces vestiges que le château d'Ingwiller devait se présenter comme une tour de plusieurs étages destinée à l'habitation. Un inventaire de 1624 mentionne un espace considérable de trente-six salles et chambres. Cette tour est sans doute celle érigée en 1379 par le sire Simon de Lichtenberg. Au XVIIe siècle, l'enclos castral réunissait, outre les communs, un arsenal, un abattoir, une buanderie, une boulangerie, des écuries, des étables et un hangar. 
En 1807, le château et ses communs furent accordés, en guise de dédommagement, à l'hôpital de Bouxwiller. En 1821, une partie du terrain de l'ancien château fut cédé à la communauté juive locale qui y fit construire en 1822, sur la cave, sa nouvelle synagogue.

## Lien Interne
- Synagogue d'Ingwiller datant de 1822, et son cadran numéroté en hébreu